# Kristín Marja Baldursdóttir

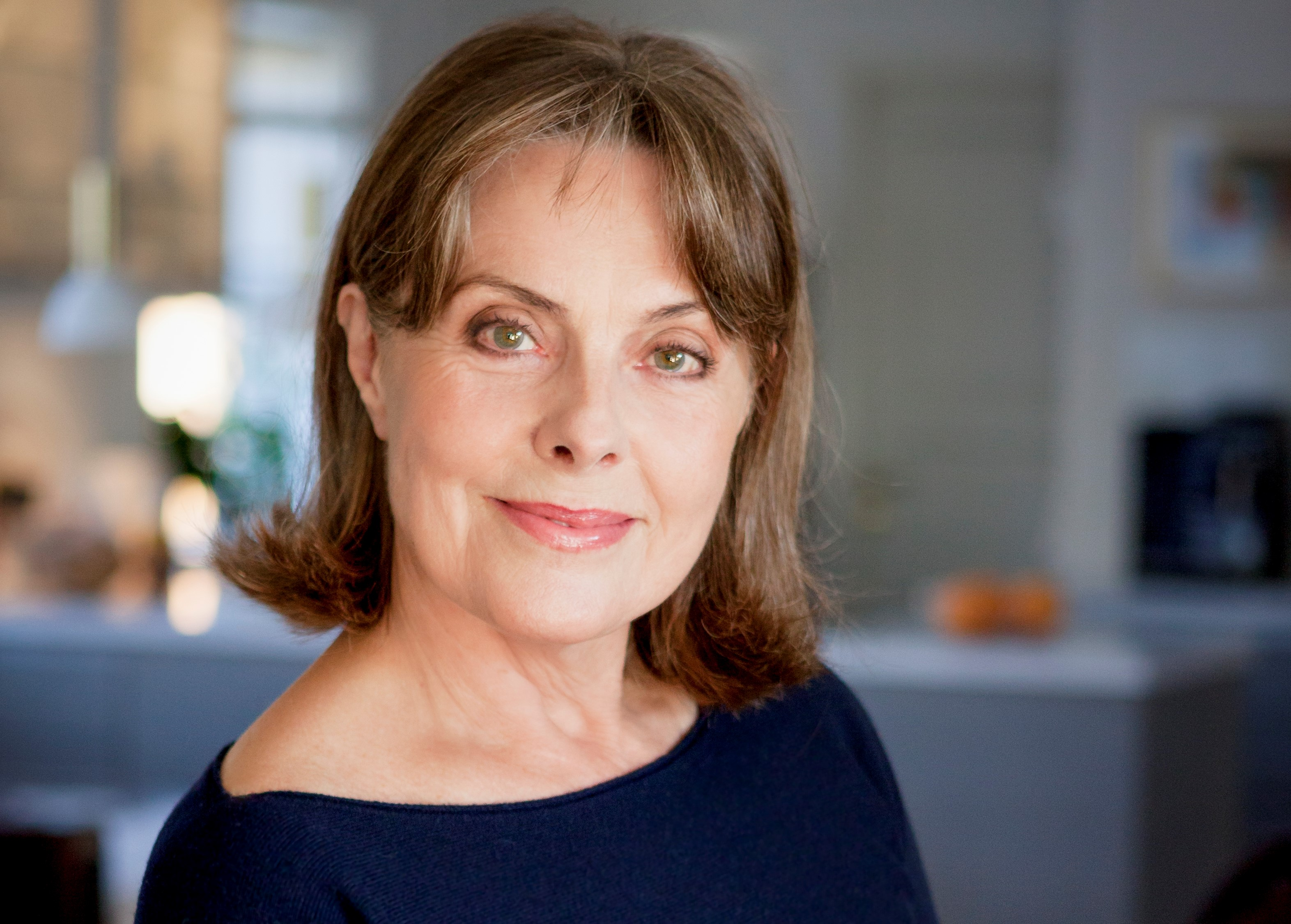
Kristín Marja Baldursdóttir

Kristín Marja Baldursdóttir (* 21. Januar 1949 in Hafnarfjörður) ist eine isländische Autorin.
Sie bestand die Abschlussprüfung als Lehrerin an der Pädagogischen Hochschule von Island 1970 und machte ihren Bachelor of Arts (in Deutscher Sprache und Isländisch) 1991. Weitere Ausbildungen in Deutschland und Dänemark folgten. Von 1975 bis 1988 arbeitete sie als Grundschullehrerin in Reykjavík. Danach wechselte sie den Beruf und war wie viele andere isländische Schriftsteller als Journalistin für die Zeitung Morgunblaðið tätig. Dort arbeitete sie bis 1995.
Der erste Roman von Krístin Marja „Möwengelächter“ („Mávahlátur“) erschien 1995. Darin geht es um das Mädchen Agga, das in einem kleinen isländischen Dorf in ärmlichen Verhältnissen aufwächst. Eines Tages erscheint ihre gutaussehende Tante Freya aus Amerika und wirbelt das Leben der Einwohner des Dorfes durcheinander. Das Buch war ein Erfolg und wurde unter demselben Titel verfilmt.
Im Roman „Kühl graut der Morgen“ („Kular af degi“) erzählt die Autorin von der Lehrerin Thórsteina, die einen heißen Liebhaber in Frankreich hat. Die Zuneigung zu einem jüngeren verheirateten Kollegen holt die arrogante Frau auf den Boden der Tatsachen zurück. Das Buch erinnert inhaltlich etwas an „Der Zeitdieb“ von Steinunn Sigurdardóttir, ist aber in einem ganz anderen Stil geschrieben.
Ihr Roman Hinter fremden Türen („Hús úr húsi“) handelt laut Selbstaussage von den „Schattenseiten der modernen isländischen Gesellschaft“, einer 30-jährigen Frau, die bei reichen Leuten als Putzhilfe arbeitet.
2006 erschien von ihr der Roman Die Eismalerin auf Deutsch, in dem es um eine Frauengeneration zu Beginn des 20. Jahrhunderts auf Island geht.
Außerdem hat sie eine Reihe von Kurzgeschichten veröffentlicht.  2011 wurde Die Farben der Insel („Óreida á stríga“) in deutscher Sprache als Taschenbuch veröffentlicht.